# بيكوسلفات الصوديوم
بيكوسلفات الصوديوم هو ملين متصل يستخدم لعلاج الإمساك أو تحضير الأمعاء الغليظة قبل التنظير القولوني أو الجراحي. يباع تحت الأسماء التجارية: سوديبيك بيكوفاست، ولاكسوبيرال، ولاكسوبيرون، وبراغ-اودان، وبيكولاكس ، وبيكوبريب،  وغوتالاكس، وبيكو-سالاكس وغيرهم.

## الأثار الجانبية
يستخدم البيكوسلفات الصوديم عادة عن طريق الفم للقيام بتفريغ كامل للامعاء، وعادة للمرضى الذين يستعدون للخضوع لتنظير القولون. يستغرق العمل من 12 الي 24 ساعة، لانة يعمل في القولون.
تشنجات البطن والإسهال هي أثار طبيعية للبيكوسلفات ويجب ان نتوقع ذلك.
يرتبط استخدام بيكوسلفات أيضًا ببعض اضطرابات الكهارل، مثل نقص صوديوم الدم ونقص بوتاسيوم الدم.
غالبًا ما يطلب من المرضى شرب كميات كبيرة من السوائل الصافية للتعويض عن الجفاف وإعادة التوازن الطبيعي للكهارل.

## آلية العمل
بيكوسلفات الصوديوم هو دواء اولي.
ليس له تاثير فسيولوجي مباشر كبير على الأمعاء. ومع ذلك يتم استقلابة بواسطة بكتيريا الأمعاء الي المركب النشط 4,4 ثنائي هيدروكسي ثنائي الفينيل-(2-pyridiyl) الميثال (DPM,BPHM). هذا المركب يحفز التلين ويزيد التمعج (الحركة المعوية) في الأمعاء.
يوصف عادة بيكوسلفات الصوديوم في تركيبة مشتركة مع سترات المغنيسوم، ملين تناضحي. هذا المزيج هو ملين فعال للغاية، يوصف عادة للمرضى لتطهير الأمعاء قبل تنظير القولون.